# 藏野青茅
藏野青茅（学名：Deyeuxia tibetica）为禾本科野青茅属下的一个种。

## 扩展阅读
- 維基物種上的相關：藏野青茅